# 17459 Andreashofer
17459 Andreashofer este un asteroid din centura principală de asteroizi.

## Descriere
17459 Andreashofer este un asteroid din centura principală de asteroizi. A fost descoperit pe 13 octombrie 1990 la Tautenburg de Freimut Börngen și Lutz Dieter Schmadel. Asteroidul prezintă o orbită caracterizată de o semiaxă mare de 2,25 ua, o excentricitate de 0,18 și o înclinație de 6,1° în raport cu ecliptica.